# Jonas Meffert
Jonas Meffert (Colonia, 4 de septiembre de 1994) es un futbolista alemán. Juega de centrocampista y su equipo actual es el Hamburgo S. V. de la 1. Bundesliga de Alemania.

## Trayectoria
Hizo su debut oficial en el Karlsruher SC en el año 2014 y permaneció en el club hasta 2016. En julio de 2016 se hizo oficial su fichaje por el SC Friburgo para jugar en la 1. Bundesliga firmando un contrato por tres años. En verano de 2018 se hizo oficial su traspaso al Holstein Kiel de la 2. Bundesliga donde permaneció en el club hasta 2021. Una vez finalizado su contrato, el Hamburgo S.V. se hizo con sus servicios por petición del entrenador Tim Walter. 

## Clubes
| Club           | País     | Año       |
| -------------- | -------- | --------- |
| Karlsruher SC  | Alemania | 2014-2016 |
| SC Friburgo    | Alemania | 2016-2018 |
| Holstein Kiel  | Alemania | 2018-2021 |
| Hamburgo S. V. | Alemania | 2021-     |